# وجه الخوف
وجه الخوف رواية رعب وإثارة للكاتب الأمريكي دين كونتز، نشرت أول مرة سنة 1977. وقد نشرها المؤلف آنذاك تحت اسم مستعار هو براين كوفي.

## القصة
قبل خمس سنوات كان (غراهام هاريس) واحدا من ابرز ابطال تسلق الجبال في العالم إلى ان وقع ذات يوم من أعلى الجبل. ومن جراء هذه الحادثة أصبح هاريس الآن يعرج نسبيا
و يخاف من المرتفعات. ونمت عنده قدرة مخيفة هي انه يستطيع ان يرى الجرائم وقت حدوثها. يقطن هاريس في مدينة نيويورك حيث يعيش هناك أيضا قاتل مختل ملقب بالجزّار لانه يقتل النساء ويقطّعهن.ذات ليلة بينما كان هاريس في لقاء تلفزيوني شعر بان القاتل المختل قد شرع في قتل إحدى ضحاياه.عندما أيقن القاتل المختل بأن هاريس يشكل تهديدا له، قام برسم خطة لقتله والتخلص منه. في ساعة متأخرة من الليل بينما كان هاريس ما زال يعمل في مكتبه الموجود بإحدى البنايات ومعه صديقته (كوني)، شعر بأن القاتل يركب المصعد وبأنه قادم نحو طابقه.هنا يبدأ هاريس ليلة طويلة محاولا الهروب من قبضة القاتل المختل.

## الشخصيات الرئيسية
- غراهام هاريس (غراهام)، عمره 38 سنة، عيناه زرقاوتان، شعره كثيف أشقر مائل للحمرة، طوله 1.80سم.و هو مغرم بصديقته (كوني دايڤيس) ويكن لها مشاعر.كان والده ناشرا ناجحا لكنه توفى عندما كان عمر (غراهام) سنة واحدة وترك له صندوق ائتمان.حمل (غراهام) الاسم العائلي لزوج امه (إيڤان هاريس) منذ زواج امه التي كانت تعمل كنادلة في مقهى من هذا الأخير.خمس سنوات قبل أحداث الكِتاب، وقع (غراهام) عندما كان يتسلق جبل إيفرست، وإصاباته كانت بليغة حيث كسرت له ستة عشر عظمة وكانت عنده عدة إصابات داخلية.بعد الحادث قام (غراهام) بثلاتة محاولات لتسلق إڤرست لكنه لم ينجح.هو الآن يعمل كناشر في مجلتين متخصصتين في رياضة تسلق الجبال.إن (غراهام) مستبصر ويساعد الشرطة وخاصة المفتش (إيرا پريدوسكي) في البحث عن الجزَّار، لانه يرى ان من واجبه ان يطور ويستعمل قوة الاستبصار التي لديه. بينما كان (غراهام) في حوار تلفزيوني ببرنامج «مانهاتن في منتصف الليل» (و هو برنامج مدته ساعتان) يحاوَرُ من طرف (أنطوني پراين)، شعر بأن (إدنا موري)، الضحية العاشرة للجزّار قد قُتِلت. (غراهام) وكوني مطارَدان داخل «مبنى باورطون» لكنهما يفلتان من قبضة (فرانك بولنجر)، بعد مقتل هذا الأخير يعودان إلى بيت (غراهام) وهناك سيكون بانتظارهما (إيرا پريدوسكي) و (أنطوني پراين)، لا أحد يعلم ان هذا الأخير هو النصف الثاني للجزَّار!!، بعد نجاته من هجوم پراين عليه، نتيجة إطلاق النار على پراين من طرف (پريدوسكي), وفي نهاية القصة يطلب (غراهام) يد (كوني) للزواج.
- كوني دايڤيس (كوني) هي صديقة (غراهام) وتملك محل تحف.عمرها 34 سنة، لون شعرها بني داكن، وهي تسكن مع (غراهام) منذ سنة ونصف.

ترى (كوني) بان رسالتها في الحياة هي علاج وشفاء (غراهام)، وهي تحبه أكثر من أي شيء في العالم. لقد كانت بالنسبة له الطبيبة والممرضة وأيضا الحبيبة.لقد طوردت (كوني) هي و (غراهام) بداخل «مبنى باورطن» ثم هربا إلى بيته..لقد نجت بأعجوبة بفضل المفتش (پريدوسكي) الذي أطلق النار على (انطوني پراين) في دفاع عن النفس.و في نهاية القصة قررت هي و (غراهام) ان يتزوجا.
- إيرا پريدوسكي (إيرا) مفتش متخصص في جرائم القتل بمانهاتن، بمساعدة زميله في العمل المفتش (دانيال موليغان).عيناه بنيتان، ولون وجهه شاحب.معروف عنه انه يلوم نفسه على أي شيء.ولد في الجنوب، ولما بلغ سنته الرابعة انتقل مع والديه إلى الشمال.بالنسبة له لم يجد بعد «الزوجة المناسبة».لقد تولى قضية الجّزار ابتداء من الضحية العاشرة والحادية عشر.لما صرح له الدكتور (إينديربي) في موقع جريمة (سارة پايپر) بأن الجزّار شخصان وأنهما يعملان معا، لم يتفق مع (إينديربي) فقال له:(لا أظن أن شخصين مختلان عقليا يعملان معا بهذه السلاسة وهذه الفعّالية!!). (أنطوني پراين) موجود ببيت (غراهام هاريس) وهو مصاب إثر إطلاق (إيرا) النار عليه في دفاع عن النفس مم ادّى أيضا إلى إنقاذ حياة (غراهام هاريس).و في نهاية القصة، إتضح أن (إيرا) يعلم بخطة زواج (غراهام) من (كوني).
- أنطوني پراين
- فرانكلين دوايت بولينجر

## الشخصيات الثانوية
- الضحايا التسع الأولى للجزَّار
- إدنا ماوري
- سارة پاپير
- د.أندريو إنديربي

## الاقتباسات في الإعلام
حُوِّلت القصة إلى فيلم تلفزيوني أذيع أول مرة في الثلا تين من سبتمبر سنة 1990، وكان من بطولة (لي هورسلي) في دور (غراهام هاريس)، (پام داوبر) في دور (كوني ويڤر)،(كيڤن كونروي) الذي لعب دور الجزَّار، (بوب بلابان) وويليام سادلر، كان من إخراج (فرهاد مان)، كتبها للتلفزيون دين كونتز و (الآن جاي غلوكمان).